# Чорна весна (серіал)
Чорна весна (рос. Чёрная весна) — російський драматичний серіал режисерів Сергія Тарамаєва та Любові Львової. Цифрова прем'єра серіалу відбулася 16 листопада 2022 року. Зйомки серіалу переважно проходили у селищі Коктебель та місті Феодосія у Криму.

## Сюжет
17-річний Єгор Меленін на прізвисько Мел та його друзі живуть у невеликому приморському містечку. Звичайне життя різко змінюється, коли до них потрапляє пара дуельних пістолетів: з їхньою допомогою Мел вирішує відстояти честь своєї найкращої подруги Анжели, в яку з дитинства закоханий. Відродивши стару та небезпечну традицію, підлітки створюють закритий клуб «Чорна весна», який існує за законами справедливості та честі. Кожен новий поєдинок стає для них випробуванням, у якому вони все більше пізнають себе, друзів та сімейні таємниці.

### В головних ролях
| Актор                | Роль                  |
| -------------------- | --------------------- |
| Гліб Калюжний        | Єгор («Мел») Меленін  |
| Артем Кошман         | Іван («Кіса») Кислов  |
| Валентин Анциферов   | Борис («Хенк») Хенкін |
| Микита Кологривий    | Гена Зуєв             |
| Анастасія Красовська | Анжела Бабич          |

### Другорядні
| Актор            | Роль                                                                  |
| ---------------- | --------------------------------------------------------------------- |
| Микола Фоменко   | Артем Бабич, батько Анжели                                            |
| Олександр Яценко | Олександр Баранов (дядько Саша «Проповідник»), батько Наташі          |
| Анатолій Білий   | Костянтин Анатолійович Хєнкін, батько Бориса та Оксани, майор поліції |
| Юрій Торсуєв     | Микола Юрійович Зуєв, батько Гени                                     |

## Рецензії
Сергій Єфімов, Комсомольская правда
|  | Серіал так підкупливо чесний, не надривний, не фальшивий, а молодий акторський ансамбль, який складається переважно зі студентів театральних вишів, зіграний і достовірний. |

Максим Єршов, Film.ru
|  | «Чорна весна» напрочуд красиво живописує відчайдушні спроби молоді вирватися зі нудного середовища. Дуелянти — бунтарі без причини, котрі хочуть взяти долю у свої руки. Школа та дорослі – де тут пристрасть, життя? Набагато цікавіше ходити тонкою межею, ризикуючи померти під час поєдинку. Але навряд чи героїв пригодницьких романів у російській глибинці може чекати щасливого кінця. Ні, не для молодих цей край. |

Вадим Богданов, InterMedia
|  | Велика кількість органічно введених персонажів і тонкі ниточки, що їх усіх поєднують, вказують на головну гідність серіалу – його вражаюче продуманий до дрібниць сценарій. За рівнем опису життя приморського міста з усіма його жителями – чиновниками, поліцейськими, поетами-музикантами, барменами та школярами – романтична та афористична «Чорна весна» віддає гоголівськими «Мертвими душами» та грибоїдівським «Лихо з розуму». Тільки тут сатира і гротеск замінені на юнацький максималізм, сухий фаталізм і гіперреалізм, які у зв'язці утворюють свіжий погляд на приморську дійсність, де «живуть довго, але без користі», і нову перспективу сприйняття молоді, загостреного та незгодного з гнилою мораллю сучасного. |